# Elektrická jednotka EM 475.0
Elektrická jednotka EM 475.0 byla prototypová elektrická jednotka, vyrobená ve dvou kusech v letech 1959–1960 v podnicích Vagónka Tatra Studénka a Závody Vladimíra Iljiče Lenina v Plzni. Jednotky byly tvořeny ze čtyř vozů, dvou řídicích s kabinami strojvedoucího a dvou vložených. Z řady EM 475.0 byly následně odvozeny sériově vyráběné řad EM 475.1 a EM 475.2 (od roku 1988 označeny jako řady 451 a 452).

## Historie
Jednotky řady EM 475.0 byly vyrobeny ve Studénce a v Plzni v letech 1959–1960. Následně probíhalo jejich testování na síti Československých státních drah. S cestujícími se poprvé krátce objevily již v roce 1960. Jednotka EM 475.003/004 byla nasazena do zkušebního provozu s cestujícími v květnu 1961. Obě soupravy poté v běžném provozu jezdily na příměstských tratích v okolí Prahy. Jednotka EM 475.001/002 byla z provozu odstavena v listopadu 1966, jednotka EM 475.003/004 v prosinci 1968. Následně stály bez využití v Praze, roku 1970 byly zrušeny a během první poloviny 70. let 20. století z většiny sešrotovány. Dvouvozový vrak první jednotky stál v depu v Libni do první poloviny 80. let 20. století.